# Carl Schuhmann
Carl Schuhmann (Münster, Német Birodalom, 1869. május 12. – Charlottenburg, Németország, 1946. március 24.) olimpiai bajnok német tornász, birkózó, atléta, súlyemelő.
Az 1896. évi nyári olimpiai játékokon indult tornában. 7 számban vett részt. Csapat korlátgyakorlatban, csapat nyújtógyakorlatban és ugrásgyakorlatban aranyérmes lett.
Indult birkózásban is, és olimpiai bajnok lett.
Három atlétikai versenyszámban is rajthoz állt: távolugrásban, hármasugrásban és súlylökésben. Érmet nem szerzett.
Részt vett súlyemelésben is: kétkaros súlyemelésben a 4. lett.